# 寺インターチェンジ
寺インターチェンジ（てらインターチェンジ）は、新潟県上越市大字寺にある国道18号上越魚沼地域振興快速道路上新バイパスおよび国道253号上越魚沼地域振興快速道路上越三和道路のインターチェンジである。

## 接続する道路
- 新潟県道13号上越安塚柏崎線（都市計画道路飯門田新田線）（立体交差）

## 歴史
- 1983年（昭和58年） 10月28日 : 上新バイパスの今池 - 三田間延長7.0 kmが暫定2車線で開通し、当ICは下稲田交差点として供用[1]。
- 1990年（平成2年）8月16日 : 下稲田交差点が立体化され寺ICとなる。
- 1999年（平成11年）12月22日 : 上新バイパスの寺IC - 上越IC間延長2.2 kmが4車線化される[1]
- 2019年（平成31年）3月24日 : 上越三和道路の寺IC - 鶴町IC間が暫定2車線で開通[2]。

## 隣
上新バイパス
下源入 - 三田IC - (北陸自動車道)上越IC - 富岡IC - 寺IC - 四ケ所IC
上越三和道路
寺IC - 門田新田IC - 鶴町IC - 三和IC